# Tandheugel

animatie tandheugel

Een tandheugel of heugel is een rechthoekige staaf die aan één kant is voorzien van vertanding zoals een tandwiel. Met het rondsel, een klein tandwiel dat in de vertanding ingrijpt, kan de staaf in lengterichting bewogen worden.
Tandheugels worden onder andere toegepast in de stuurinrichting van auto's, de bedslede van een draaibank, de boorspil van een tafel- en kolomboormachine, bij een tandradbaan, en op andere plaatsen waar een draaiende beweging omgezet moet worden in een rechtlijnige verplaatsing, of andersom. Bij de draaibank staat de heugel stil en rolt het rondsel daar langs af. Bij de stuurinrichting en de boorspil van de boormachine is het net andersom. Ook de scherpstelling van antieke platencamera's liep over een tandheugel.